# خان ميان كتل
خان ميان كتل (بالفارسية: کاروانسرای میان‌کتل) هي خان تاريخية تعود إلى عصر السلالة الصفوية، وتقع في كازرون.